# Рёзген, Манфред
Ма́нфред Рёзген (нем. Manfred Rösgen) — немецкий кёрлингист.
В составе мужской сборной ФРГ участник трёх чемпионатов мира (лучший результат — седьмое место в 1975) и двух чемпионатов Европы (лучший результат — четвёртое место в 1975).
Играл на позициях третьего и второго.

## Команды
| Сезон   | Четвёртый      | Третий          | Второй         | Первый          | Турниры           |
| ------- | -------------- | --------------- | -------------- | --------------- | ----------------- |
| 1972—73 | Клаус Канц     | Хайнц Келльнер  | Манфред Рёзген | Манфред Шульце  | ЧМ 1973 (8 место) |
| 1974—75 | Клаус Канц     | Манфред Рёзген  | Манфред Шульце | Адальберт Майер | ЧМ 1975 (7 место) |
| 1975—76 | Клаус Канц     | Манфред Шульце  | Манфред Рёзген | Адальберт Майер | ЧЕ 1975 (4 место) |
| 1975—76 | Клаус Канц     | Манфред Рёзген  | Манфред Шульце | Адальберт Майер | ЧМ 1976 (8 место) |
| 1980—81 | Манфред Шульце | Балинт фон Бери | Манфред Рёзген | Ральф Хюбнер    | ЧЕ 1980 (8 место) |

(скипы выделены полужирным шрифтом)